# 差し上げ

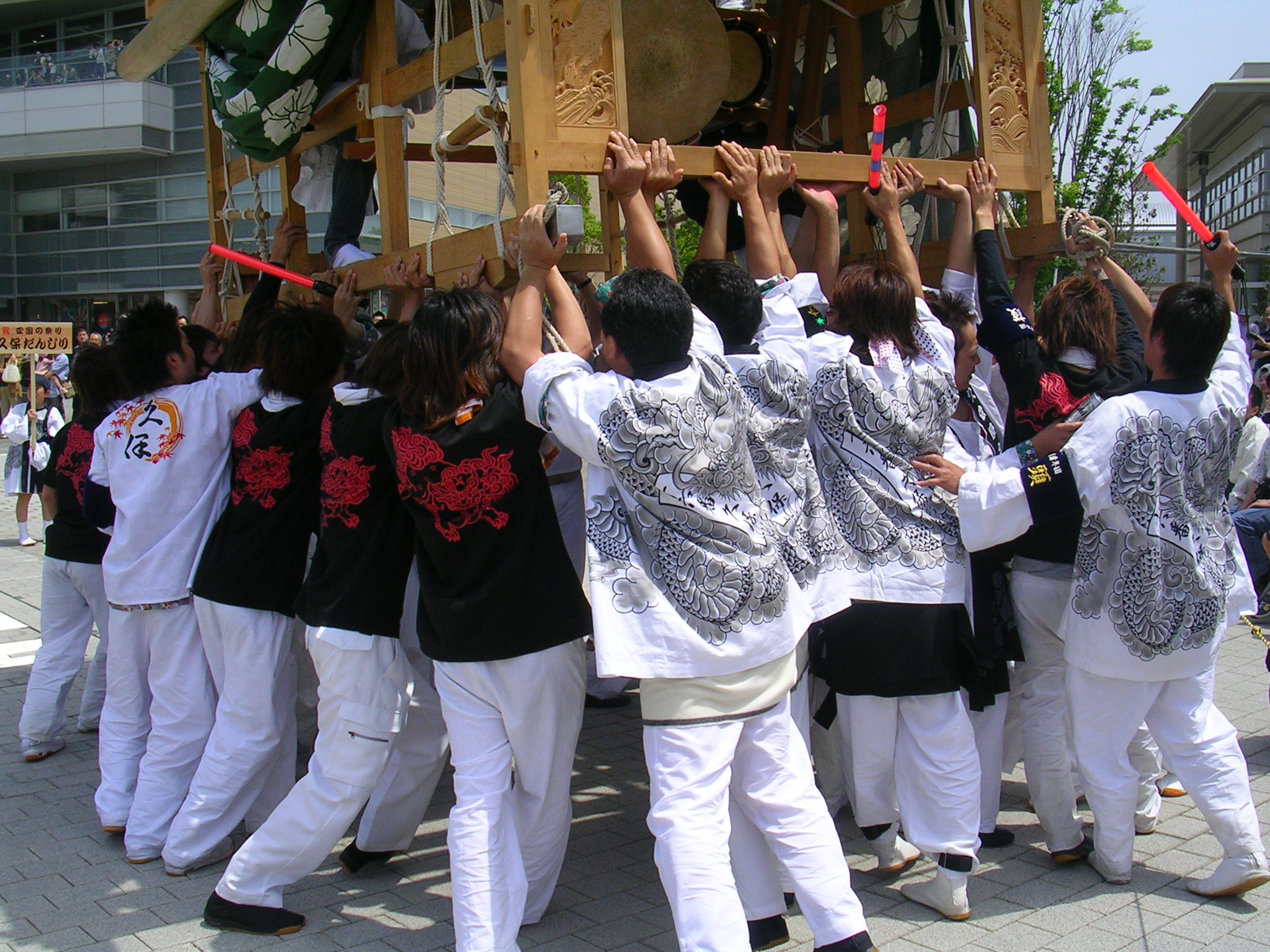
愛媛県 西条市の祭礼 西条祭り の楽車（舁き山車）の 差し上げ

差し上げ（さしあげ）とは、おもに祭礼で運行される神輿や太鼓台、布団太鼓、舁き山など担いで運行する方式の祭礼神具を、通常の担ぐ高さより更に高く持ち上げて舁く様子のことをさす。

## 神輿での差し上げ
神輿での差し上げで最もポピュラーなものは、担ぎ棒を手で頭上高く持ち上げ、片手で支持しながら音頭の声に合わせてもう一方の手で棒を叩くものである。この状態のときの神輿は非常に不安定であるため、持ち上げられたまま頭上で静止している。
その他の差し上げとして、
- 前後交互に激しく上下に差し上げる
- 真上に放り上げる
- 差し上げた状態で、神輿本体を中心として回す（差し回し）

等を行う神輿もある。

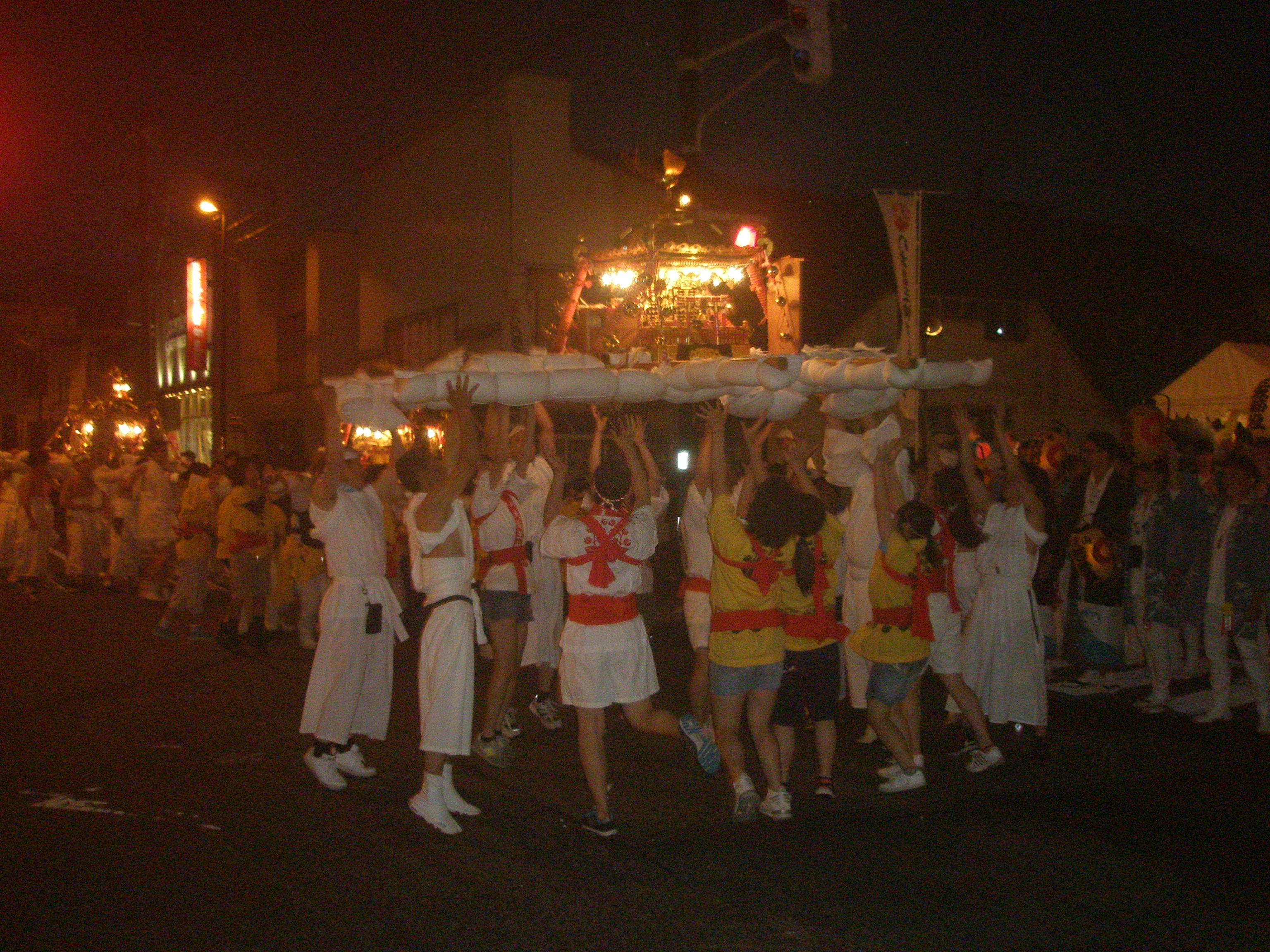
神輿を真上に放り上げる差し上げ（八大龍王神八江聖団例大祭・御輿渡御にて）

## 太鼓台
太鼓台の差し上げは地方ごとの流儀が複数存在するが、最も多いものはやはり神輿と同様に担ぎ棒を高く持ち上げるものである。ただし、太鼓台と称される担ぎ屋台は一般的に神輿よりはるかに重量があり（数百キログラム - 2トン前後）、さすがに神輿のような片手持ちは不可能であることが多い。
その他の流儀としては、
- 真上に放り上げる
- 台輪（太鼓台の基部）から担ぐ
- 何度も大きく上下させる（肩の高さ - 差し上げ までを何度も往復）
- 前後交互に激しく上下に差し上げる

等々、地方によって工夫を凝らした担ぎ方が多数存在する。

## 山車の差し上げ
山車には大別して曳き山車と舁き出しがあるが、曳き山車にも差し上げが存在する。しかし非常に重い（1トン前後 - 十数トン）ため、完全に持ち上げるのは不可能で、かならず車輪のいずれかが接地しており、そこを重心として他方から屋台を持ち上げるものが一般的である。
舁き山車の場合は、担ぐゆえの構造的な軽量さから
- 台輪から持ち上げる
- 手で頭上高く持ち上げる
- 真上に放り投げる

などの派手な動きが多く、また太鼓台の差し上げに通じるものが多い。